# 솔 펄머터
솔 펄머터(영어: Saul Perlmutter, 1959년 9월 22일 ~ )은 미국의 천문학자이다. 브라이언 슈밋·애덤 리스와 함께 초신성의 연구를 통하여 우주 팽창이 가속화됨을 발견하여 2011년 노벨 물리학상을 수상하였다. 저먼타운 프랜즈 스쿨을 졸업하고 1977년 하버드 대학교 물리학과에 입학하여 magna cum laude로 졸업하였다.

## 학력
- 1973~1977: 저먼타운 프랜즈 스쿨 (졸업)
- 1977~1981: 하버드 대학교 (학사)
- 1981~1986: 캘리포니아 대학교 버클리 (박사)

## 연구
그는 다른 두 명과는 독자적으로 1988년부터 연구했으며, 이들은 1998년 초신성이 폭발하면서 내뿜은 빛이 예상보다 약했다는 것을 발견하였다. 이들이 발견한 공로에 따르면 최후의 우주는 얼음 상태로 끝나게 된다.

## 같이 보기
- 우주상수
- 암흑 에너지
- 암흑물질